# Дактилічна рима
Дактилі́чна ри́ма — співголосся слів у вірші, в яких наголос падає на третій склад від краю, нагадуючи за побудовою стопу дактиля.
Ігор Качуровський називає дактилічну риму пропаракситонною, вважаючи її генетично позаукраїнською, хоча вітчизняні фольклорні джерела (фрагменти дум) спростовують такі припущення («Плач невільників»: «Там багато війська понаджено: По два, по три укупу посковано, / По два кандали на руки покладжено»; «Маруся Богуславка»: «Та на морі синенькому. / Та на камені біленькому / Там стояла темна темниця»; чи «Самійло Кішка», де мовиться про галеру, що із «Трапезонта виступала — трьома цвітами процвітана, мальована, / Ой первим цвітом процвітана / Златосиніми киндяками по(о)бивана; / А другим цвітом процвітана — / Гарматами риштована; / Третім цвітом процвітана — / Турецькою білою габою покровена» тощо).
Аналогічні приклади є і в українській народній пісні: «Ой у полі три тополі, / Одна одну перехитує. / Ой в парубка три дівчини: / Одна одну перепитує.» Така форма римування спостерігається у Т. Шевченка («Туман, туман долиною, / Добре жити з родиною»), С. Руданського («Але сталося друге святонько: / Виряджав у світ мене батенько»), М. Вороного («Колись вони в гармонії буття / Бриніли тонами величними, високими, / Акордами могучими, глибокими!»).
Дактилічна рима спостерігається і в доробку І. Франка, Лесі Українки, М. Рильського, Г. Чупринки, Юрія Клена, А. Малишка, Ганни Черінь, Б. Олександріва, Євгена Плужника та інших, засвідчуючи свою національну своєрідність. Наскільки органічно дактилічна рима виглядає в українській поезії, свідчить приклад із доробку Павла Тичини:
А справжня муза неомузена
Там десь на фронті, в ніч суху,
Лежить запльована, залузана
На українському шляху.